# Tiefenbach (Oberpfalz)

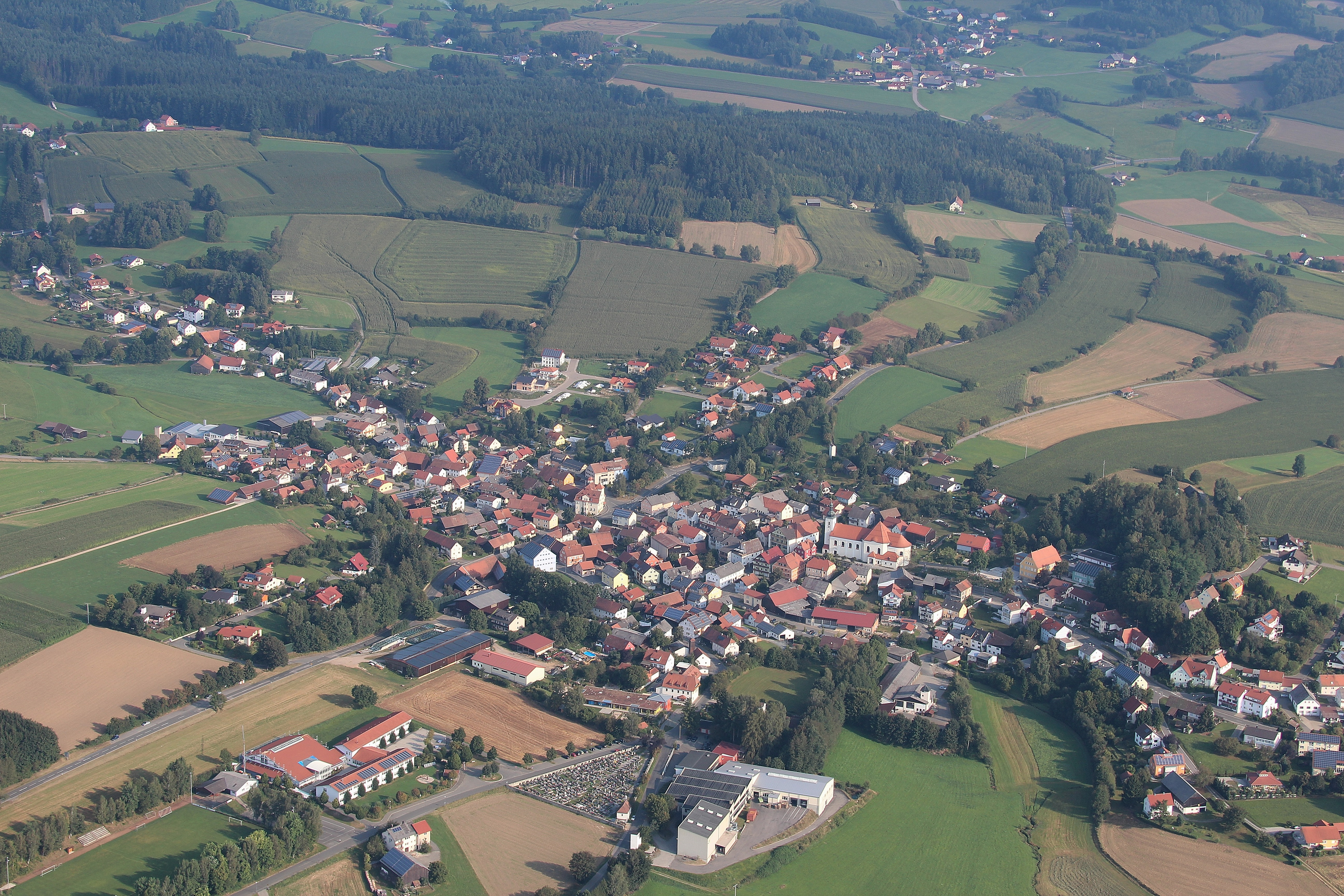
Tiefenbach (2016)

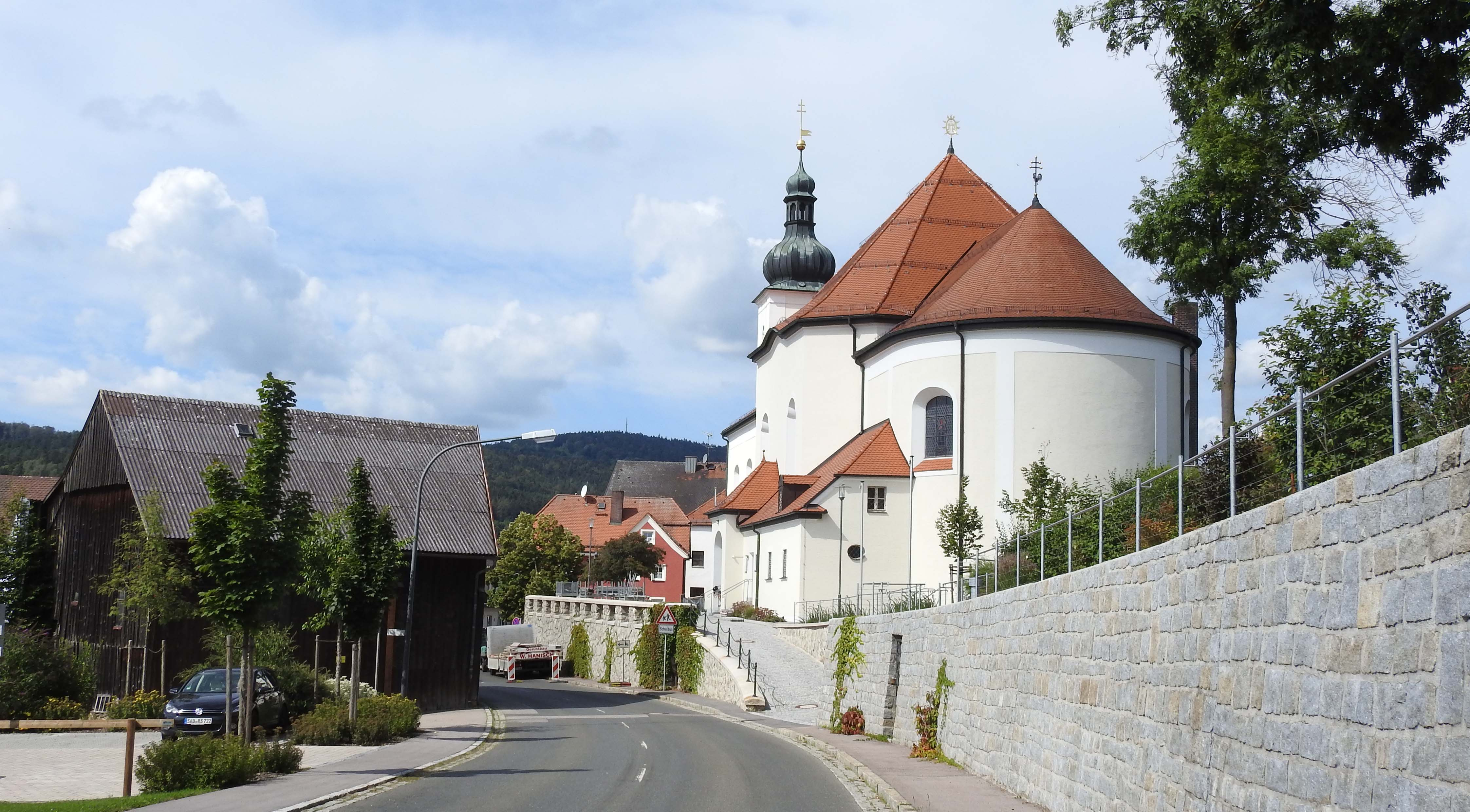
In Tiefenbach

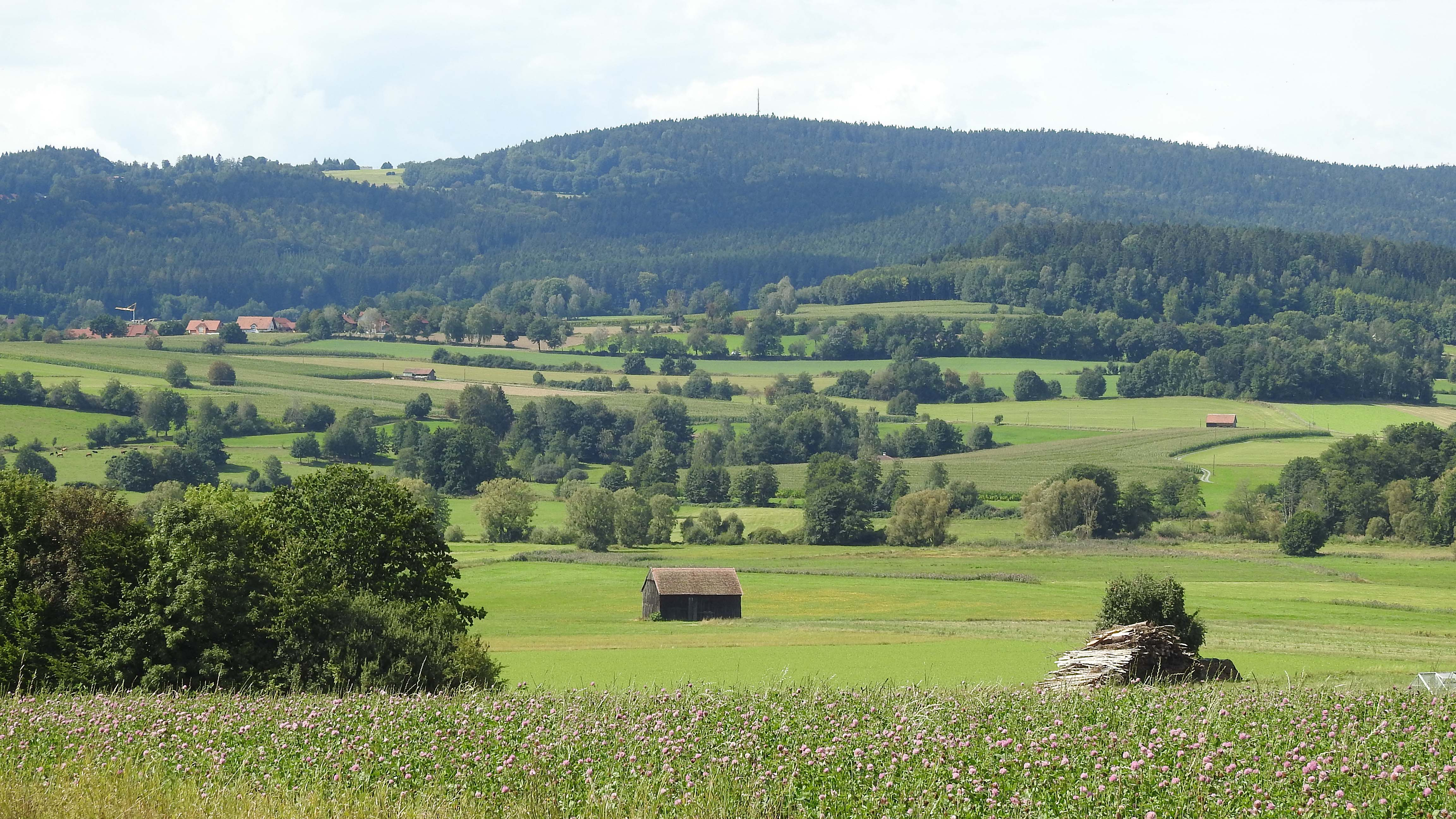
Landschaft bei Tiefenbach

Tiefenbach ist eine Gemeinde im Oberpfälzer Landkreis Cham.

## Geografie

### Geografische Lage
Die Gemeinde  liegt im Oberpfälzer Wald und im Naturpark Oberer Bayerischer Wald. Im Osten des Gemeindegebiets verläuft die Grenze zur Tschechischen Republik.

### Nachbargemeinden
Die Nachbargemeinden (im Uhrzeigersinn) sind: Stadlern, Rybník nad Radbuzou, Nemanice, Treffelstein, Schönthal, Rötz, Winklarn, Weiding.
| Weiding 5 km  | Stadlern 8 km                               | Rybník nad Radbuzou 11 km |
| Winklarn 7 km | Kompassrose, die auf Nachbargemeinden zeigt | Nemanice 10 km            |
| Rötz 11 km    | Schönthal 9 km                              | Treffelstein 3 km         |

### Gemeindegliederung
Es gibt 24 Gemeindeteile (in Klammern ist der Siedlungstyp angegeben):
- Altenschneeberg (Dorf)
- Breitenried (Dorf)
- Bücherlmühle (Einöde)
- Grubhof (Weiler)
- Hammermühle
- Hammerthal (Einöde)
- Hammertiefenbach (Dorf)
- Hannesried (Dorf)
- Hoffeld (Dorf)
- Hüttensäge (Einöde)
- Irlach (Dorf)
- Kagern (Dorf)
- Katzelsried (Dorf)
- Kleinsteinlohe (Weiler)
- Krausenöd (Einöde)
- Lenkenthal (Einöde)
- Perlthal (Einöde)
- Plößhöfe (Weiler)
- Politzka (Einöde)
- Schönau (Kirchdorf)
- Stein (Dorf)
- Steinlohe (Dorf)
- Tiefenbach (Pfarrdorf)
- Voglmühle (Einöde)

Der Ort Hannesriedermühle ist kein amtlicher Gemeindeteil.
Es gibt die Gemarkungen Altenschneeberg, Breitenried, Hannesried, Irlach, Katzelsried, Schönau, Steinlohe und Tiefenbach. Die Gemarkung Steinlohe teilt sich die Gemeinde Tiefenbach mit der südöstlich gelegenen Nachbargemeinde Treffelstein.

## Geschichte

### Bis zur Gemeindegründung
Tiefenbach war Herrschaft der Freiherrn von Reisach. Der Ort war Teil des Kurfürstentums Bayern und Sitz der geschlossenen Hofmark. Im Zuge der Verwaltungsreformen in Bayern entstand mit dem Gemeindeedikt von 1818 die heutige Gemeinde.

### Eingemeindungen
Im Zuge der Gebietsreform in Bayern wurde am 1. Januar 1972 die Gemeinde Breitenried eingegliedert. Am 1. Juli 1972, als der Landkreis Waldmünchen im Landkreis Cham aufging, kamen Altenschneeberg, Hannesried und Irlach (alle vorher im Landkreis Oberviechtach) sowie Teile der Gemeinde Steinlohe hinzu. Der Hauptteil der aufgelösten Gemeinde Schönau folgte am 1. Juli 1974. Am 1. Mai 1978 kam noch Katzelsried hinzu.

### Einwohnerentwicklung
Einwohnerentwicklung in der Gemeinde Tiefenbach unter Berücksichtigung der Eingemeindungen:
| Jahr      | 1840 | 1871 | 1900 | 1925 | 1939 | 1950 | 1961 | 1970 | 1987 | 1991 | 1995 | 2000 | 2005 | 2010 | 2015 |
| Einwohner | 3369 | 3402 | 3242 | 3053 | 2729 | 3077 | 2425 | 2366 | 2228 | 2225 | 2255 | 2252 | 2191 | 2059 | 1969 |

Zwischen 1988 und 2018 sank die Einwohnerzahl von 2192 auf 1915 um 277 Einwohner bzw. um 12,6 %.

## Politik

### Bürgermeister
Ehrenamtlicher Erster Bürgermeister ist seit 1. Mai 2014 Ludwig Prögler (CSU); dieser wurde am 15. März 2020 mit 96,8 % der gültigen Stimmen für weitere sechs Jahre gewählt.

### Gemeinderat
Der Gemeinderat besteht aus dem Ersten Bürgermeister und 12 Mitgliedern. Die Gemeinderatswahl am 15. März 2020 hatte folgendes Ergebnis:
|                                              | Sitze |
| -------------------------------------------- | ----- |
| CSU                                          | 5     |
| Christliche Freie Wählergemeinschaft (CFW)   | 3     |
| Wählergemeinschaft Schönau (WGS)             | 2     |
| Wählergemeinschaft Katzelsried-Stein-Grubhof | 1     |
| Ökologisch-Demokratische Partei (ÖDP)        | 1     |
| Gesamt                                       | 12    |

### Wappen
|                                    | Blasonierung: „Unter silbernem Schildhaupt, darin eine blaue Wellenleiste, über silbernem Dreiberg siebenmal schräg geteilt von Rot und Silber.“ |
| Das Wappen wird seit 1975 geführt. | |

## Kultur und Sehenswürdigkeiten

### Museen
- Museum ehemalige Klöppelschule

Im Saal der ehemaligen, 1912 erbauten Klöppelschule (heute Rathaus), zeigt das Museum Entwürfe, Musterzeichnungen, Musterbriefe, Klöppelspitzen und die Geschichte der Klöppelschule.
- Ludwig Gebhard Museum

Ausstellung von farbigen Linolschnitten, Radierungen und Plastiken des Künstlers Ludwig Gebhard sowie textile Arbeiten nach seinen Entwürfen.

### Baudenkmäler
- Filialkirche St. Laurentius in Schönau: giebelständiger Saalbau mit Satteldach, eingezogener Apsis und Fassadenturm mit Spitzdach, Mitte 19. Jahrhundert, Choranbau 1954
- Bauernhof Hüttenhof in Schönau: zweigeschossiger Halbwalmdachbau um 1600 und Schafstall mit Heuboden, traufständiger Satteldachbau Blockbaukniestock, wohl 19. Jahrhundert

### Bodendenkmäler
- Burgstall Altenschneeberg

### Grünflächen und Naherholung
Am nordwestlichen Ortsrand von Tiefenbach bei der Russenmühle befindet sich am Ufer des Tiefenbaches das Waldbad Tiefenbach. Es ist ein Freibad mit Toiletten, Umkleidekabinen und einem Restaurant. Hier finden auch Grillabende und Open-Air-Konzerte statt.
Zwei Kilometer südlich von Tiefenbach befindet sich das ausgedehnte Naherholungsgebiet des Silbersees mit Möglichkeiten zum Baden, Zelten, zum Wassersport (Windsurfen und Segeln) und zum Angeln. Es gibt einen Rundweg mit Informationstafeln und im Winter Gelegenheit zum Eislaufen und Eisstockschießen. Am Ufer und um den See herum gibt es ausgebaute Wanderwege. Der Silbersee verfügt über drei Badestellen mit Toiletten. Bei der Badestelle am westlichen Ufer gibt es einen Kiosk, der bei schönem Wetter am Nachmittag geöffnet hat.

## Wirtschaft und Infrastruktur

### Wirtschaft einschließlich Land- und Forstwirtschaft
2017 gab es in der Gemeinde 189 sozialversicherungspflichtige Arbeitsplätze. Von der Wohnbevölkerung standen 722 Personen in einem versicherungspflichtigen Beschäftigungsverhältnis. Damit war die Zahl der Auspendler um 533 Personen größer als die der Einpendler. 31 Einwohner waren arbeitslos. 2016 gab es 58 landwirtschaftliche Betriebe; von der Gemeindefläche waren 1.456 Hektar landwirtschaftlich genutzt.

### Bildung
Es gibt folgende Einrichtungen:
- Kindertageseinrichtung mit 62 genehmigten Plätzen und 43 Kindern
- Grundschule Tiefenbach mit fünf Lehrern und 79 Schülern (Schuljahr 2018/19)[10]

## Persönlichkeiten
- Josef Priebsch (1866–1941), Romanist, Hispanist und Lusitanist
- Ludwig Gebhard (1933–2007), Graphiker und Plastiker
- Norbert Thom (1946–2019), deutsch-schweizerischer Wirtschaftswissenschaftler